# Spurs Engine
Spurs Engine es un microprocesador producido por Toshiba que usa la tecnología del microprocesador Cell, aplicada a ordenadores personales. En lugar de usar un procesador principal y 8 secundarios a 3,2 GHz, usa un procesador principal y 4 secundarios a 1,5 GHz. Actualmente no hay muchos ordenadores con este chip. El portátil Qosmio G45 lo incorpora.
- Datos: Q1936375